# Сквер імені Тараса Шевченка (Хмельницький)
Сквер імені Тараса Шевченка — парк-пам'ятка садово-паркового мистецтва місцевого значення в Україні. Сквер, розташований у центрі міста Хмельницького між вулицями Проскурівською, Володимирською, Героїв Майдану та Грушевського. У парку розташований пам'ятник Тарасові Шевченку, фонтани, дитячий майданчик, туалет.

## Історія місця, де розташований сквер
Протягом XV—XVIII століть місцевість, де нині розкинувся сквер, була околицею Плоскирова. Тут височів невеликий дубовий гай, а навколо простягався луг, який місцеве населення використовувало як місце випасу домашньої худоби.
За генеральним планом забудови Проскурова 1824 року, на місці, де розташовувався гай, мала розташуватися «велика торгова площа». Частину дубів для цього спиляли, по периметру площі побудували крамниці та склади, а в центрі залишили місце для торгівлі з возів. Площа отримала назву «Хлібна» і стала основним місцем проведення торгів і ярмарків у Проскурові. Торги проходили щотижня по п'ятницях і неділях, одноденні ярмарки — 14 разів на рік, так званий «річний ярмарок» проводився з 5 по 12 червня. У ці дні Хлібна площа та прилеглі вулиці були напрочуд жвавими: до міста для торгівлі приїжджали поміщики, купці, ремісники, селяни. Також працювали численні атракціони, виступали бродячі актори, іноді приїжджав цирк або зоопарк. Приймали відвідувачів і численні харчевні.
З часом Проскурів розростався, і Хлібна площа стала занадто малою для проведення ярмарків. У 1888 році міська влада ухвалила рішення перенести головну торгову площу ближче до вокзалу — на пустир, де нині розташована міська лікарня. Хлібну площу віддали для розквартирування підрозділів 46-го Дніпровського піхотного полку. Торгові крамниці і склади було переобладнано під казарми, а ярмаркову площу пристосували під плац. Саме на цьому плацу під час служби у Проскурові марширував майбутній російський письменник Олександр Купрін.

## Видова та вікова структура насаджень скверу
Станом на 2008 рік у сквері було обліковано 506 дерев 24 видів та 620 чагарників 20 видів. Основу насадження становлять листяні рослини (хвойних лише 20 %). Найбільше поширені: гіркокаштан звичайний, ясен звичайний, липа дрібнолиста, береза бородавчата, клен гостролистий та явір. Найбільш поширені дерева у віці 61-89 років, але є і рослини, яким по 100—120 років. У травні 2013 року навколо пам'ятника Шевченку за кошти благодійників було висаджено алею із 26 сакур, кожна з яких отримала власне ім'я.

## Галерея

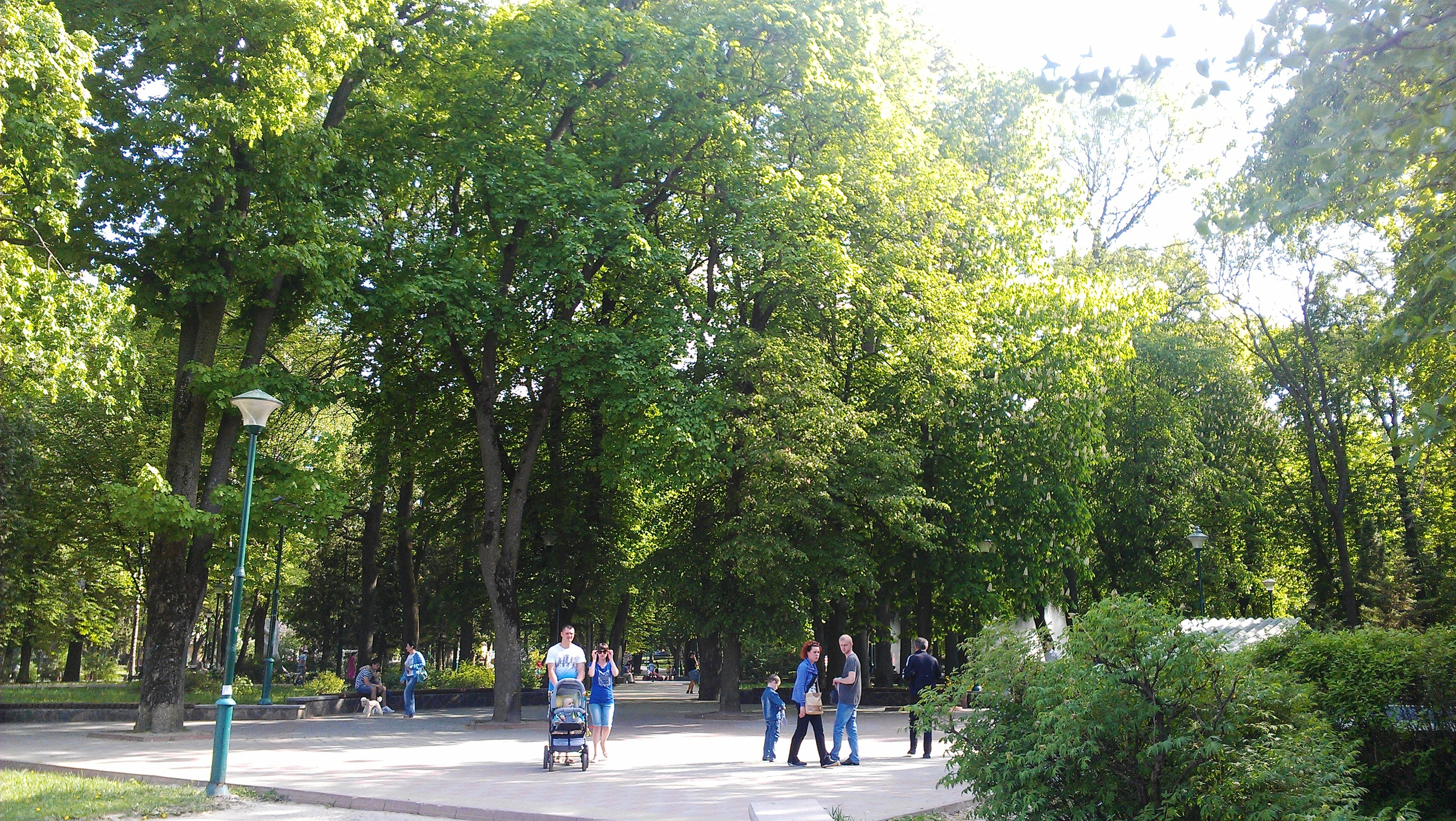
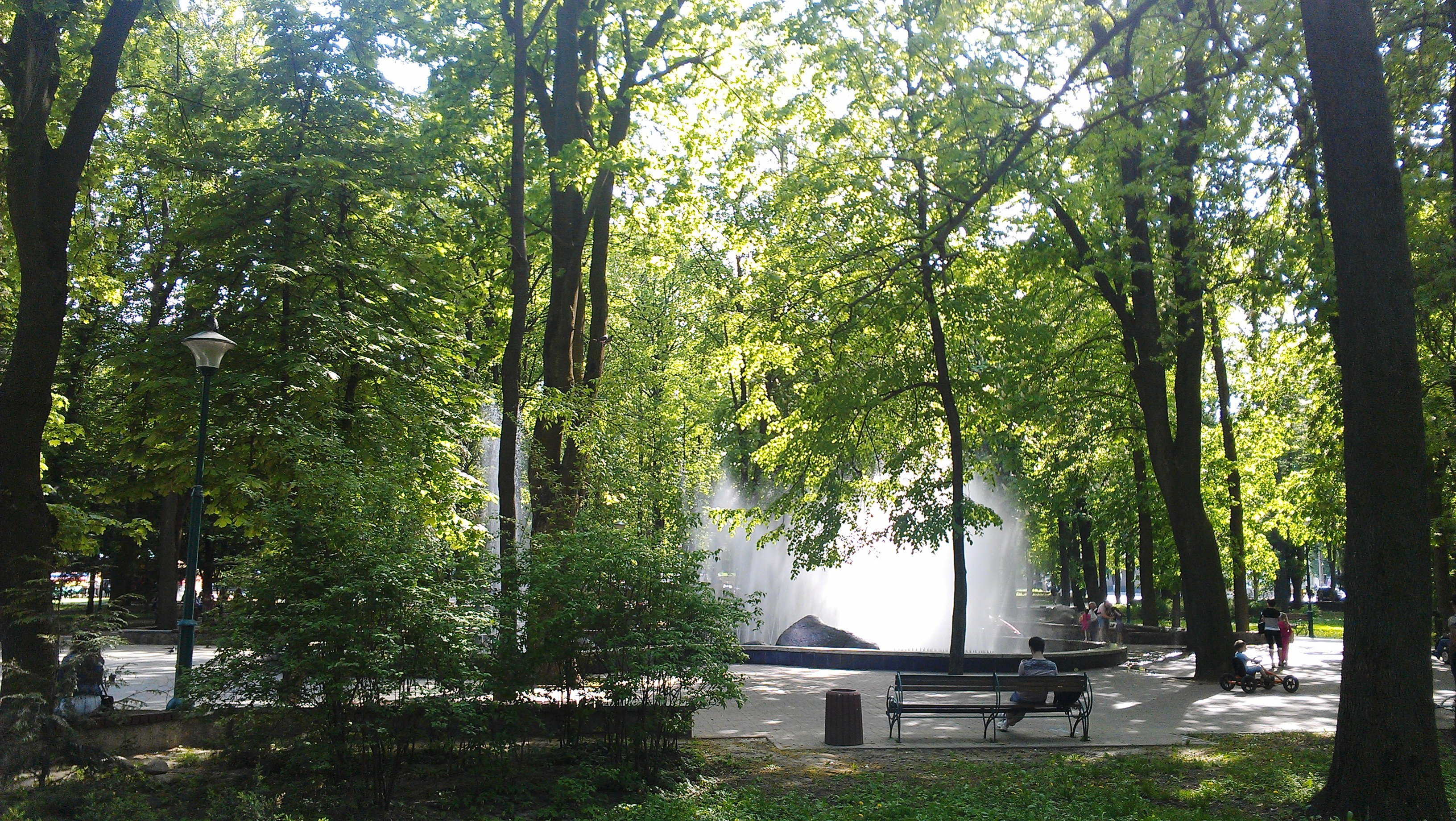
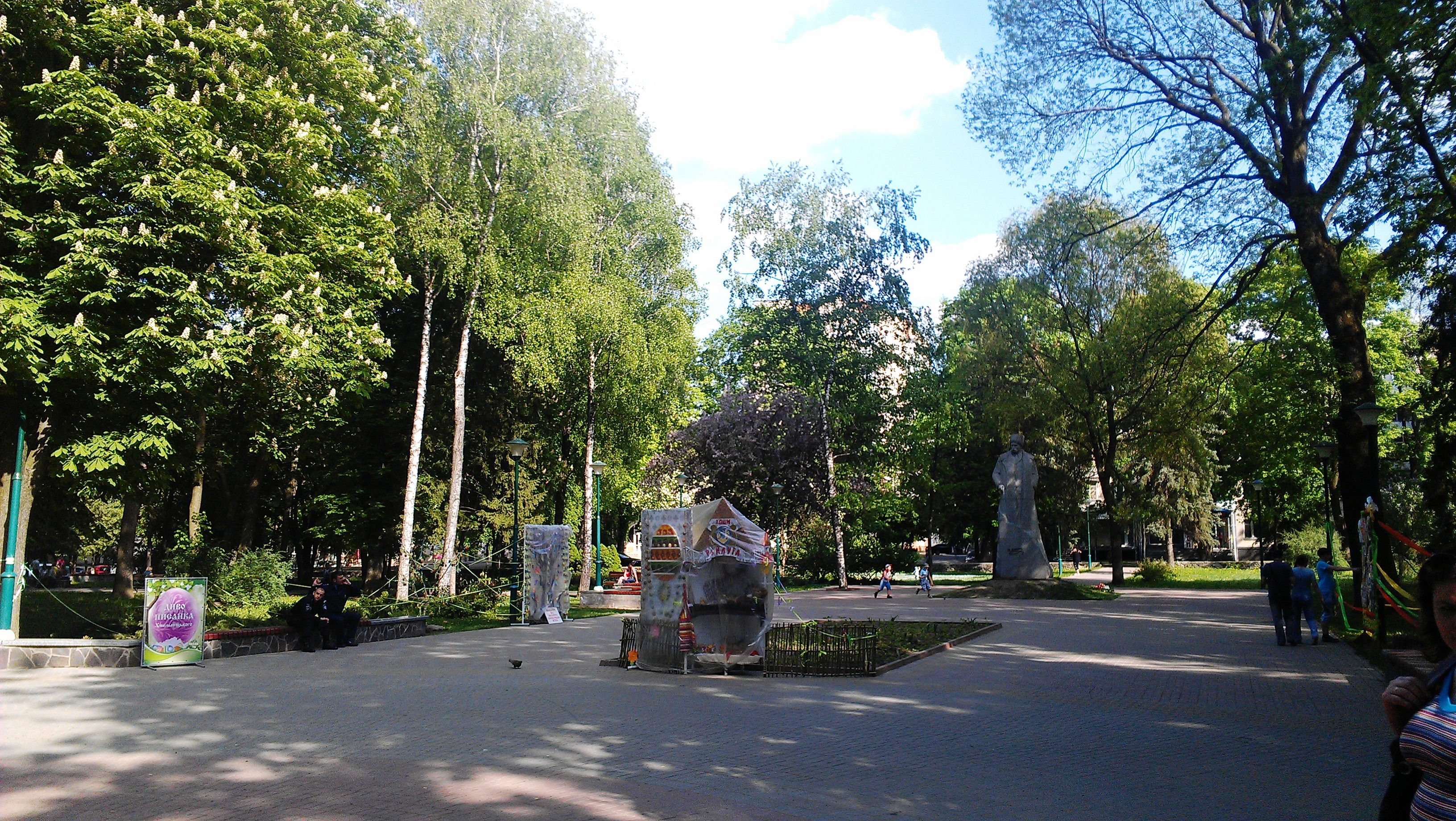
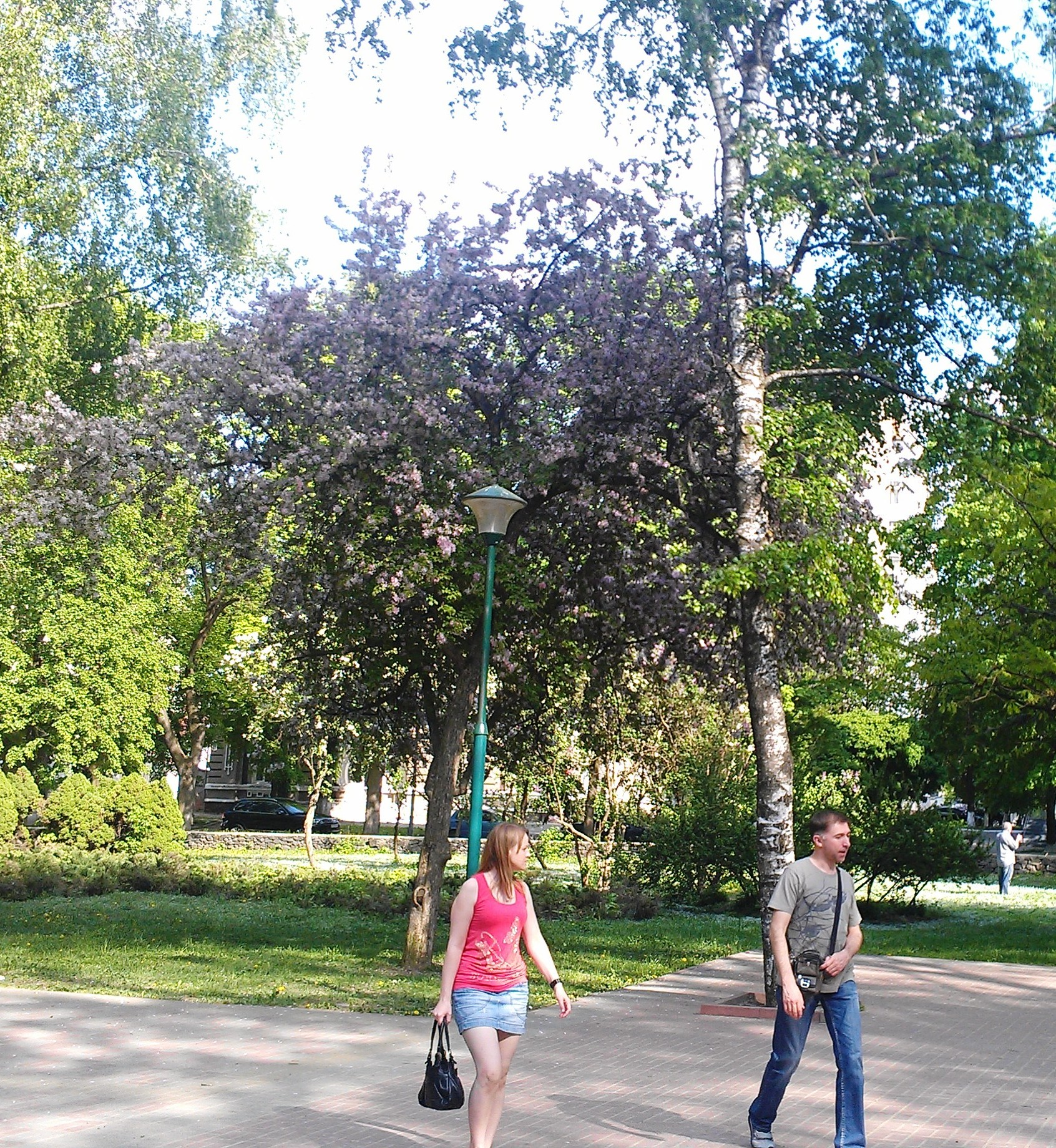
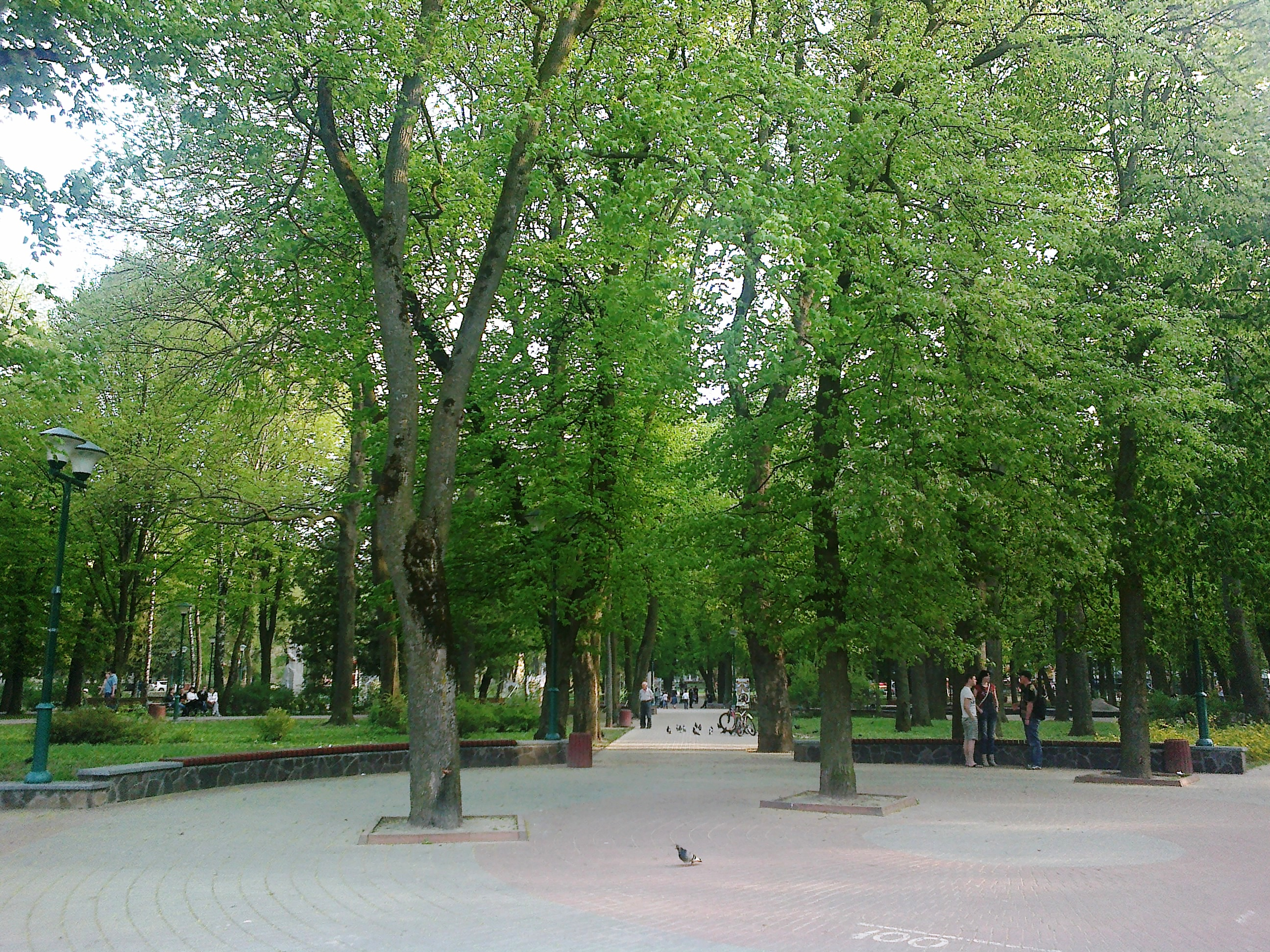